# Jovan Miladinović
Jovan Miladinović (30. ledna 1939 – 11. září 1982), také známý jako Zoran, byl jugoslávský fotbalista. Narodil se a zároveň zemřel v Bělehradě.
Během své klubové kariéry hrál za FK Partizan a 1. FC Norimberk. Za jugoslávský národní tým odehrál 17 zápasů a v roce 1960 se zúčastnil Mistrovství Evropy ve fotbale.
Celá jeho trenérská kariéra byla spojena s Partizanem, kde pracoval jako asistent několika hlavních trenérů a sám zastával pozici hlavního trenéra ve dvou krátkých, několikaměsíčních obdobích. Byl ženatý a měl dvě děti.[zdroj⁠?!]